# Абдулла Аль-Вакед
Абдулла Аль-Вакед (араб. عبد الله الواكد, нар. 29 вересня 1975) — саудівський футболіст, що грав на позиції півзахисника.
Виступав, зокрема, за клуб «Аш-Шабаб», а також національну збірну Саудівської Аравії.

## Клубна кар'єра
Народився 29 вересня 1975 року. Вихованець футбольної школи клубу «Аш-Шабаб». Дорослу футбольну кар'єру розпочав 1994 року в основній команді того ж клубу, в якій провів вісім сезонів.
Згодом з 2002 по 2007 рік грав у складі команд клубів «Аль-Аглі» та «Аль-Іттіхад».
Завершив професійну ігрову кар'єру у клубі «Ан-Наср» (Ер-Ріяд), за команду якого виступав протягом 2007—2010 років.

## Виступи за збірну
У 2000 році дебютував в офіційних матчах у складі національної збірної Саудівської Аравії. Протягом кар'єри у національній команді, яка тривала 11 років, провів у формі головної команди країни 78 матчів, забивши 21 гол.
У складі збірної був учасником розіграшу Кубка конфедерацій 1999 року у Мексиці, кубка Азії з футболу 2000 року у Лівані, де разом з командою здобув «срібло», чемпіонату світу 2002 року в Японії і Південній Кореї.

## Титули і досягнення
- Срібний призер Кубка Азії: 2000
- Переможець Кубка арабських націй: 2002
- Переможець Ісламських ігор солідарності: 2005
- Переможець Кубка націй Перської затоки: 2003